# Aralia hypoglauca
Aralia hypoglauca är en araliaväxtart som först beskrevs av C.J.Qi och T.R.Cao, och fick sitt nu gällande namn av Jun Wen och Yun Fei Deng. Aralia hypoglauca ingår i släktet Aralia och familjen Araliaceae. Inga underarter finns listade.